# Bystřice (Bílina)
Die Bystřice (deutsch: Flößbach, im Oberlauf Seegrundbach) ist ein linker Nebenbach der Bílina im Okres Teplice in Tschechien.

## Verlauf
Die Bystřice entspringt im Erzgebirge im Hochmoor westlich von Cínovec (Böhmisch Zinnwald) auf einer Seehöhe von 860 m. Sie fließt dann als Gebirgsbach entlang der Staatsstraße Silnice I/8 nach Dubí (Eichwald) und wurde früher in diesem Abschnitt Seegrundbach genannt.
Unterhalb von Dubí tritt sie in das Nordböhmische Becken ein, ab hier früher Flößbach genannt, und durchquert die Stadt Teplice (Teplitz). Ihr weiterer Verlauf führt sie dann wieder entlang der Staatsstraße I/8 durch die Gemeinde Bystřany (Wisterschan). Bei Kozlíky/Velvěty, zwei Ortsteile von Rtyně nad Bílinou (Hertine), auf einer Seehöhe von 175 m, mündet sie von links in den Fluss Bílina. Die Bystřice ist 19,9 km lang, ihr Einzugsgebiet beträgt 70,9 km² und der durchschnittliche Abfluss an der Mündung beträgt 0,48 m³/s.

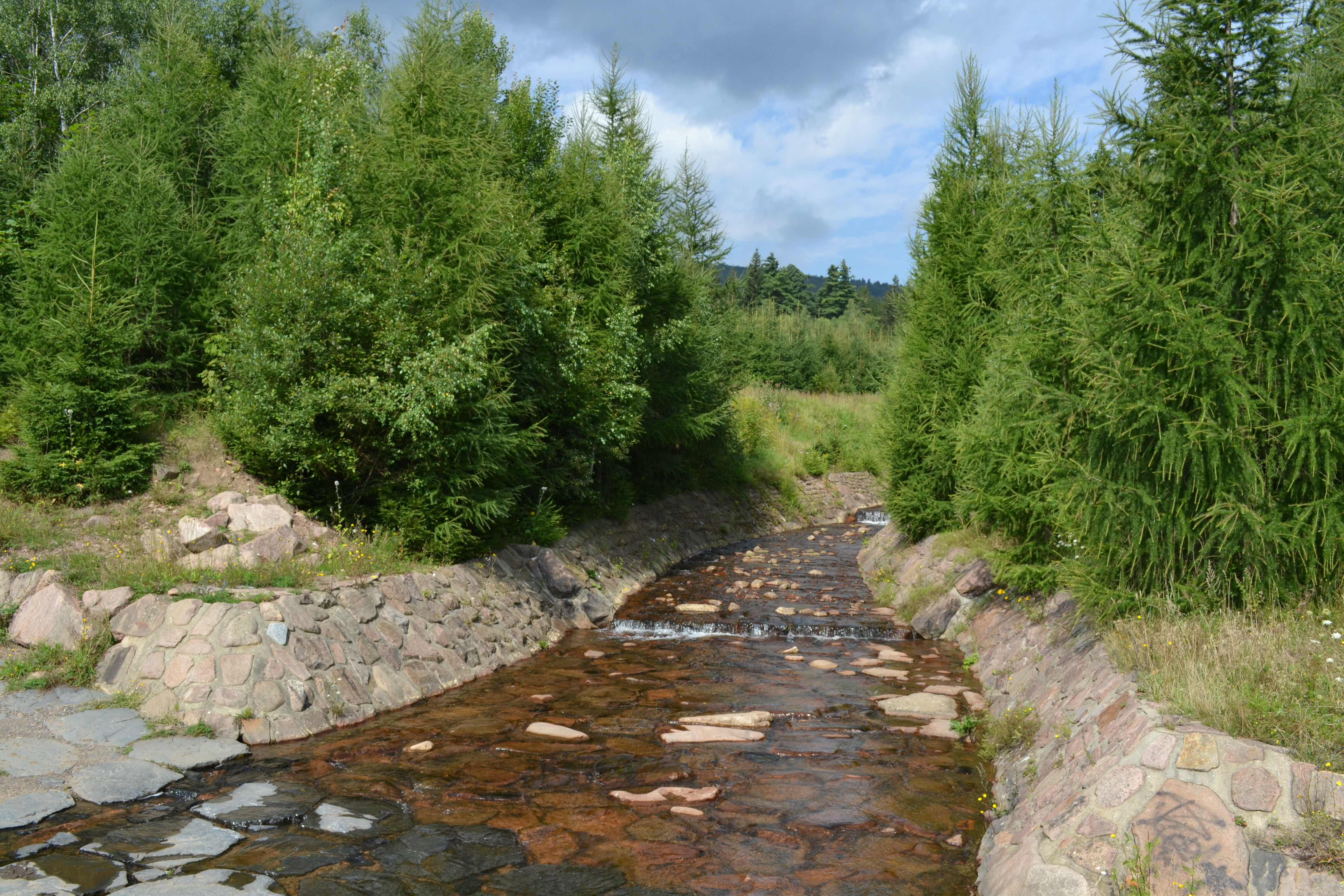
Oberlauf als Seegrundbach
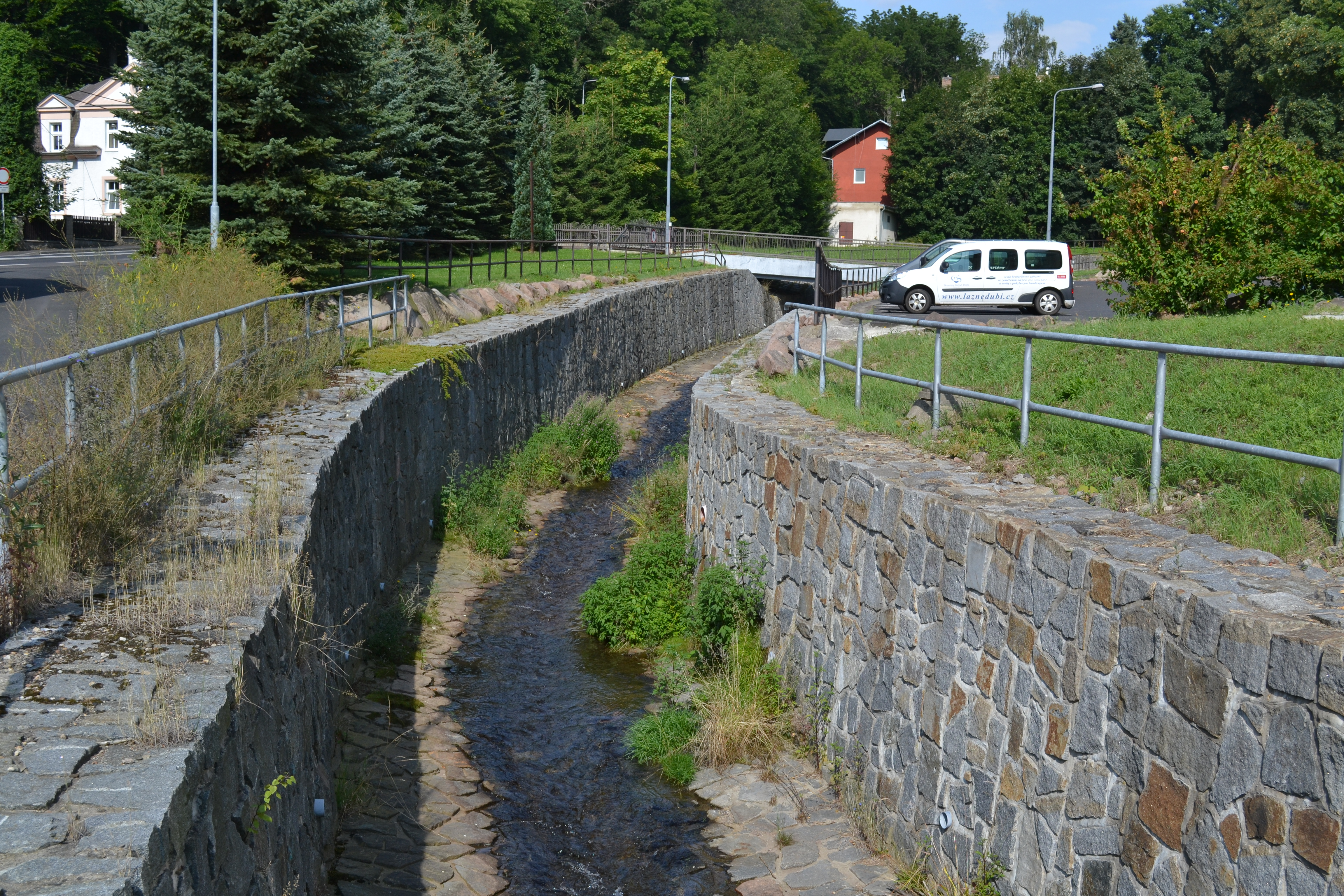
Oberlauf am Theresienbad in Dubí
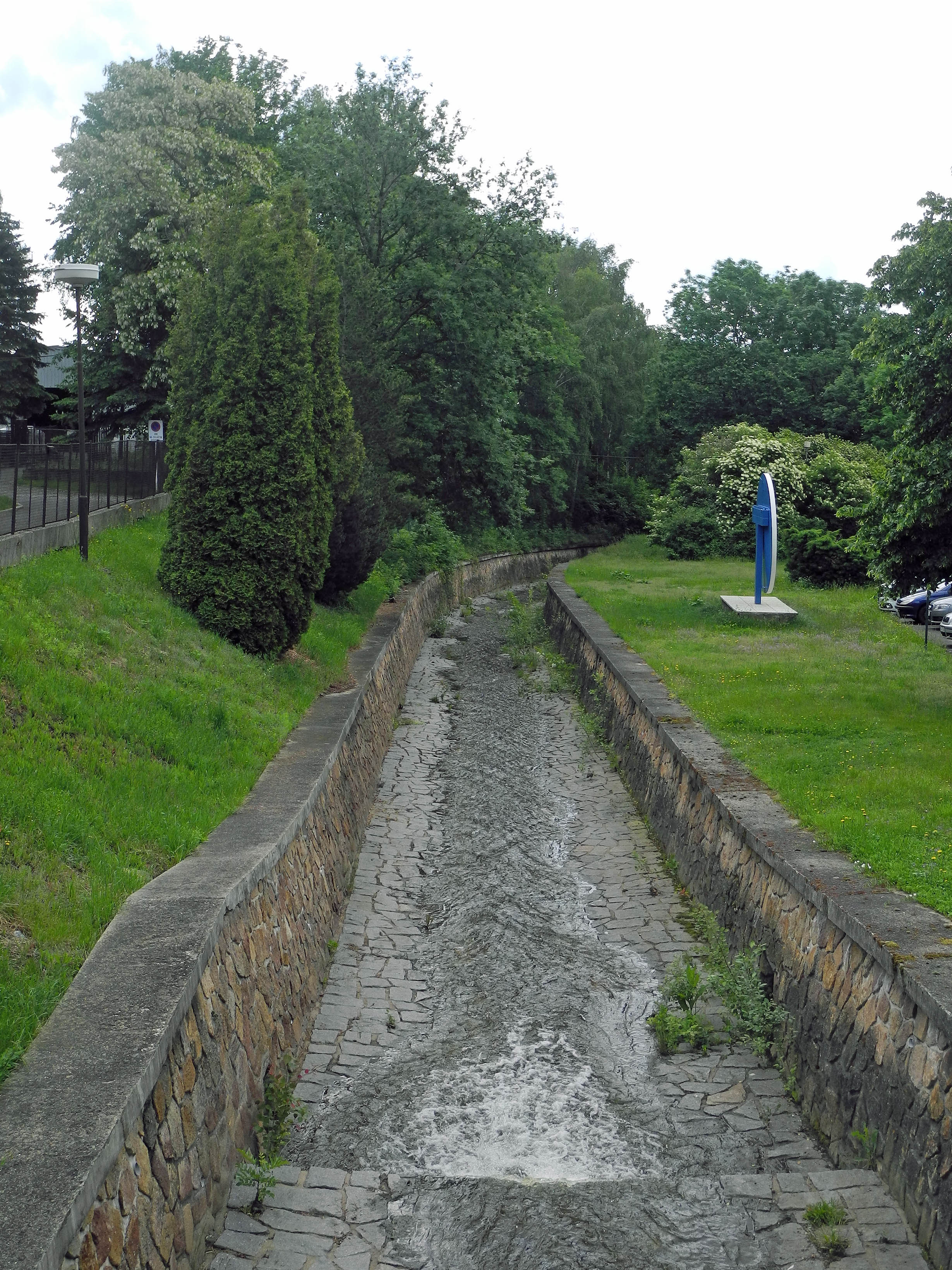
Oberlauf in Dubí
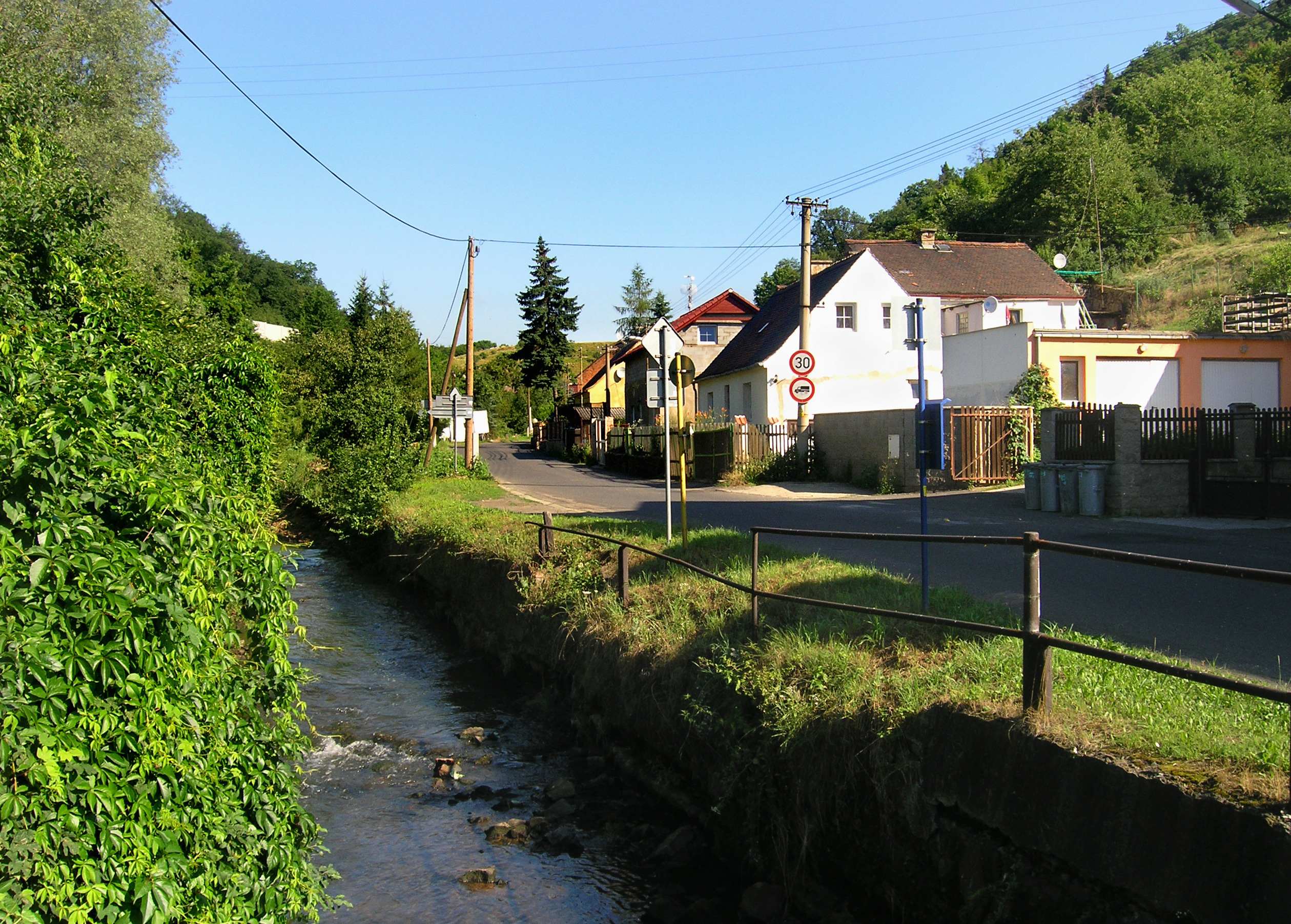
Flößbach in Kozlíky